# غسل القصبات والأسناخ
غسل القصبات والأسناخ (بالإنجليزية: Bronchoalveolar lavage)‏ يرمز له اختصاراً بـ (BAL) هو إجراء طبي يتم بواسطة جهاز تنظير القصبات الذي يمر من الفم أو الأنف نحو الرئتين حيث يتم حقن سائل في جزء صغير من الرئة ليُجمع من أجل فحصه. يتم إجراؤه عادة لتشخيص أمراض الرئة.

## دواعي الاستخدام «الاستطبابات»
من الناحية العملية يستخدم هذا الإجراء في الحالات التالية:
- لتشخيص العدوى في المرضى المصابين بنقص المناعة.[2]
- المرضى المعتمدين على المنفسة وأصيبوا بذات الرئة.
- لتشخيص بعض أنواع سرطانات الرئة.
- وجود ندبة في الرئة (مرض رئوي خلالي).
- يعتبر الطريقة الأكثر استخداماً لأخذ عينات من السائل المبطن الظهاري ولتحديد تركيب البروتين في الطرق الهوائية الرئوية.
- غالباً ما يستخدم في الأبحاث المناعية كوسيلة لأخذ عينات خلوية (على سبيل المثال، الخلايا التائية) أو عوامل ممرضة (على سبيل المثال، فيروس الأنفلونزا) في الرئة.
- تم استخدام غسيل القصبات والأسناخ لتطبيقات علاجية (غسل القصبات والأسناخ العلاجي).[3] مثال على ذلك غسل الرئة بكاملها (Whole lung lavage)[4] هو العلاج للداء البروتيني السنخي الرئوي.[5]